# Old Agency
Old Agency é uma Região censo-designada localizada no estado americano de Montana, no Condado de Sanders.

## Demografia
Segundo o censo americano de 2000, a sua população era de 95 habitantes.

## Geografia
De acordo com o United States Census Bureau tem uma área de
1,7 km², dos quais 1,5 km² cobertos por terra e 0,2 km² cobertos por água.

## Localidades na vizinhança
O diagrama seguinte representa as localidades num raio de 24 km ao redor de Old Agency.